# Ajše Seitmuratova
Ajše Seitmuratova (rusko Айше Сеитмуратова, krimskotatarsko Ayşe Seitmuratova), krimskotatarska borka za državljanske pravice, * 11. februar 1937, Adzi-Eli, Avtonomna socialistična sovjetska republika Krim, Sovjetska zveza, † 1. junij 2025, Avtonomna republika Krim.
Ajše Seitmuratova je bila rojena na Krimu tik pred Surgunom in je kot otrok preživela deportacijo in dolga leta živela kot "posebna naseljenka", zaradi česar je postala drugorazredna državljanka Sovjetske zveze. Akademske priložnosti, za katere je bila kvalificirana, ji niso bile dostopne zaradi oznake "posebna naseljenka" in je bila zanjo uporabljena samo zaradi njene narodnosti. Postala je aktivna članica krimskotatarskega gibanja za državljanske pravice. Potem ko se je zavzela za odpravo nekaterih najbolj drakonskih omejitev krimskotatarskih državljanskih pravic in se sestala s sovjetskim vodstvom, je še naprej v Moskvi lobirala za pravico do vrnitve – nečesa, kar je bilo omogočeno večini drugih deportiranih narodov, ne pa tudi krimskim Tatarom. Sovjetske oblasti so jo večkrat pridržale in zaprle. Zagrozila je, da če bi se njihovo preganjanje nadaljevalo, bi se na Rdečem trgu sama zažgala. Njen aktivizem je pritegnil pozornost Andreja Saharova in ameriškega senatorja, ki ji je pomagal pri emigraciji iz Sovjetske zveze. Preden se je po dolgi politični bitki lahko vrnila na Krim, je spoznala predsednika Ronalda Reagana in sodelovala na številnih konferencah o človekovih pravicah. Čeprav ruske aneksije Krima ne podpira, je trenutno zelo kritična do nekaterih dejanj Mustafe Džemileva in njegove frakcije Medžlisa.